# Orkland
Orkland er en kommune i Trøndelag som blev etableret 1. januar 2020 ved sammenlægning af Orkdal, Meldal, Agdenes og en del af Snillfjord kommune (Krokstadøra). Kommunen grænser til Rennebu i syd, Melhus og Skaun i øst, Rindal, Heim og Hitra i vest og over Trondheimsfjorden til Ørland i nord og Indre Fosen og Trondheim i øst. Navnet henviser til elven Orkla som løber gennem området.

## Geografi
Orkland kommune ligger i den nederste del af dalen til elven Orkla, som løber ned til Orkanger ved Trondheimsfjorden. Nord for Orkanger ligger Agdenes og Snillfjord, som ligger mellem Hemnfjorden, Heim og Hitra i vest og Trondheimsfjorden i øst. Ved Agdenes ligger indløbet til Trondheimsfjorden, og tværs over fjorden i nord ligger Ørland kommune.
Kommunens vestlige dele præges i stor grad af fjeldtoppe som når 1000 meters højde. De østlige dele af Orkladalen har højder op mod 800 meter. Kommunens højeste fjeld er Resfjellet (1.162 moh) i Trollheimen, mod sydvest i kommunen. Områderne omkring selve Orkladalen består for det meste af skovklædte åse.
Landskabet i kommunens nordvestlige dele (Agdenes og Snillfjord) består af afrundede åse som skilles af dale og søer. Orklands største sø, Øyangsvatnet, ligger i dette område.
Bjergrunden i de vestlige dele af kommunen består af gneis og granit. Hoveddalstrøget og de østlige dele består af omdannede kambriske bjergarter som grønskifer, stærkt omdannet med indlejrede dybbjergarter, gabbroer. I grænsezonen er der der dannet drivværdig malm som kobberholdig svovelkis, som er blevet udnyttet i gruberne i Løkken Verk. I kommunens nordvestlige dele består bjergrunden af diorittiske gneiser, glimmerskifere og basaltiske vulkanske bjergarter.

## Samfund
De fleste af indbyggerne i Orkland bor i og omkring kommunecenteret Orkanger, som sammen med det nærliggende sted Fannrem udgør byen Orkanger/Fannrem, som har 8.385 indbyggere per 1. januar 2019. Orkanger fik bystatus i 2014. I og omkring Orkanger ligger der industriområder, sygehus, indkøbscenter og offentlige kontorer. I landbrugsbygdene i Orkladalen er der jævn bebyggelse, med småbyer og bebyggelser som Vormstad, Svorkmo, Storås og Meldal.
I sidedalene til Orkladalen er den største landsby det tidligere grubesamfund Løkken Verk. Langs Trondheimsfjorden og ud langs Snillfjord er der noget spredt bebyggelse langs fjordene og i smådalene. Befolkningen er koncentreret omkring steder som Gjølme, Selbekken og Mølnbukt i øst og Krokstadøra i Snillfjord i vest.

### Trafik
Europavej E39 (E39) går gennem Orkland, og passerer blandt andet kommunecenteret Orkanger. Vejen forbinder kommunen med Vestlandet i vest og Trondheim i øst. Orkanger er et trafikknudepunkt, hvor fylkesvej 65 og fylkesvej 710 møder E39. Fylkesvej 65 går mod syd gennem Orkladalen, og forbinder kommunen med Rindal i vest. Fylkesvej 701 kommer fra Meldal og Rennebu i syd, og møder fylkesvei 65 ved Storås. Over Løkken Verk går fylkesvej 700 mellem Meldal og Svorkmo. Fylkesvej 710 fra Orkanger går nordover gennem den tidligere Agdenes kommune, og er forbundet med Brekstad i Ørland kommune på Fosen via færgeforbindelsen Brekstad–Valset. Fylkesvej 714 går gennem Snillfjord, og forbinder kommunen med Hitra og Frøya i nordvest.
Bygden Lensvik i den tidligere Agdenes kommune har hurtigbådforbindelse med Trondheim, Brekstad og Kristiansund.

### Uddannelse
Der ligger to videregående skoler i kommunen, Orkdal vidaregåande skole og Meldal videregående skole.
I kommunen ligger der ti offentlige grundskoler, og en privatskole.

### Kirker
I Orkland kommune ligger ti kirker, Geitastrand kirke, Orkanger kirke, Moe kirke, Orkdal kirke, Meldal kirke, Løkken kirke, Agdenes kirke, Lensvik kirke, Ingdalen kapell og Snillfjord kirke.

## Erhvervsliv
I dalbunden og langs fjordene i kommunen er hovederhvervet landbrug, med hovedvægt på dyrehold. Der er også noget kornavl og en del skovbrug. 101,88 km² af kommunens areal på 1906,26 km² er dyrket mark. I Lensvik og Agdenes har landbruget specialiseret sig på jordbærproduktion og pelsdyravl.
I området mellem Orkanger, Fannrem og Gjølme er der betydelig industri, med vægt på metalproduktion og værkstedsindustri. Orkanger har en godt udbygget havn, hvor industriområdet Grønøra ligger. Uden for Orkanger og de nærliggende områder drives for det meste småindustri.
Avisen Sør-Trøndelag udkommer på Orkanger.

## Historie
Den nuværende Orkland kommune blev oprettet den 1. januar 2020 ved en sammenlægning af kommunerne Orkdal, Meldal, Agdenes og en del af Snillfjord (Krokstadøra).
I 1920 blev den tidligere Orkdal kommune delt i tre, så Orkland med 1.760 indbyggere, Orkdal og Orkanger ble etableret som selvstændige kommuner. 1. januar 1963 blev Orkland, Orkanger, Orkdal og Geitastrand kommuner lagt sammen til den dengang nye Orkdal kommune. Orkland havde ved sammenlægningen 1.707 indbyggere.

## Kultur

### Kommunevåben
Orklands kommunevåben indeholder tre elementer som udgør et motiv. Den grønne farve i våbnet symboliserer landbrug og skovbrug. Sølvfarven symboliserer hav, elv og sø. Tandhjulet i midten symboliserer gammel og ny industri, og inkluderer også havbrug.

### Seværdigheder
Thamshavnbanen, som går fra Løkken Verk ned til Trondheimsfjorden ved Orkanger, er Norges første elektriske jernbane. Jernbanen er smalsporet og blev bygget til at fragte malm fra gruberne på Løkken til udskibningshavnen på Thamshavn ved Orkanger. Passagertrafikken på banen blev nedlagt i 1960'erne, og malmtransporten blev nedlagt i 1970'erne. Siden 1983 er Thamshavnbanen kørt som museumsjernbane.
Orkla industrimuseum ligger på Løkken. Museet varetager industrielle tekniske kulturminder i Orkdal og Meldal, deriblandt Thamshavnbanen. I Meldal og på Svorkmo findes der bygdetun/frilandsmuseum.
I Resdalen i Trollheimen, mod syd i kommunen, ligger Vålåskaret, som er Norges første fredede sæterbebyggelse. Vålåskaret har 14 huse fra 1790'erne og blev fredet i 1967.